# شهرستان آستارا (جمهوری آذربایجان)
آستارا (به لاتین: Astara) 
(به تالشی: Ostoro rəyon) شهرستانی در جنوب شرقی کشور جمهوری آذربایجان با مرکزیت شهر آستارا است. این شهرستان یکی از جنوبی‌ترین شهرستان‌های کشور جمهوری آذربایجان است.

## مردم
جمعیت این شهرستان بر اساس سرشماری سال ۲۰۲۰ میلادی، ۱۰۹۷۰۰ تن بوده است. بیش‌تر مردم شهرستان آستارا از قوم ایرانی تالش هستند و به زبان تالشی سخن می‌گویند. بیش‌تر مردم آستارا مسلمان و پیرو مذاهب شیعه دوازده امامی (۵۵٪) و سنی شافعی (۴۵٪) می‌باشند. روستاهای سرک، سیم، تنگه‌رود، شغال‌لانه، سیاه‌کوه، واگاه و تولکوان از جمله مناطق تماماً سنی نشین شهرستان آستارا هستند.

## ریشه واژه
واژه آستارا در واقع برگرفته از عبارت تالشی آسته‌راه یا هاسته‌راه به معنی آهسته‌راه یا راهی که باید آن را آهسته طی کرد است. برخی نیز ریشه آن را از واژه تالشی اوستورو می‌دانند که به‌معنی راه قابل گذر با استر و قاطر است. احتمالا دلیل این نامگذاری وجود مرداب‌های پرشمار در این منطقه است.

## جغرافیا
آستارا شهری بندری و خوش‌منظر در کنار دریای مازندران و در مرز با ایران است. در آن سوی مرز، شهر آستارای استان گیلان در ایران قرار دارد. رود آستارا بخش ایران و جمهوری آذربایجان را از هم جدا می‌کند. هنگامی که از شمال و از سمت لنکران به بخش آستارا نزدیک می‌شوید، سماوری بزرگ در کنار جاده قرار دارد. شهر آستارا میان دریا و کوه‌های تالش قرار گرفته و ساحل شنی دارد. کشتزارهای برنج و باغ‌های مرکبات در این ناحیه خودنمایی می‌کنند.
این شهرستان بخشی از منطقه اقتصادی ویژه استان لنکران-آستارا است.  این شهرستان با شهرستان‌های لنکران، لریک و همچنین استان‌های اردبیل و گیلان هم‌مرز است.  مرکز و بزرگ‌ترین شهر آن آستارا است.

## تاریخ

### دوران باستان
بطلمیوس ریاضی‌دان، ستاره‌شناس و جغرافی‌دان مشهور یونانی یکی از قدیمی‌ترین محققانی بود که از نواحی جنوبی قفقاز بازدید کرد. وی با تهیه نقشه‌ای از دریای کاسپین در سده دوم میلادی، مروری واضح بر نام‌های جغرافیایی، اشیا و آبادی ‌های واقع در سواحل آن داشته است. نام بسیاری از شهرها و روستاهای متعلق به آلبانیای قفقاز و همچنین نام آستارا (به یونانی: Astarata) در این نقشه یافت می‌شود.
استرابون یکی دیگر از محققان جهان باستان نیز در کتاب خود به نام Historicahypomnemata از نام آستارا یاد کرده است. آنتونی جنکینسون گردشگر و سیّاح انگلیسی (۱۵۲۹ - ۱۶۱۰/۱۶۱۱) در سال ۱۵۵۹ میلادی از سواحل دریای کاسپین بازدید کرد تا روابط تجاری میان انگلیس و بخارا را برقرار کند.  او در سال ۱۵۶۲ به لندن بازگشت و کتاب روسیه و پارس را منتشر کرد. وی در کتاب خود به نام روستاها، آبادی‌ها و مناطق مسکونی واقع در سواحل دریای کاسپین اشاره کرده است. نام آستارا در این کتاب با نام آستارا یاد شده است.
آستارا که در بخشی از راه جاده ابریشم واقع شده بود، روابط تجاری گسترده‌ای با خاورمیانه، آسیای میانه و آسیای کوچک، چین، هند و جهان عرب داشت. کاروانسرایی با قدمت بسیار بالا در روستای قاپوچی محله واقع در بخش جنوب‌غربی شهرستان آستارا وجود دارد. نتایج تحقیقات از بخش‌های به جای مانده از این کاروانسرا نشان داد که این کاروانسرا متعلق به سده ۷ میلادی است.
هانس شیلربرگر، جهانگرد آلمانی (۱۳۹۴-۱۴۲۷ میلادی) که به کشورهای پرشمار شرق و همچنین به اران و شروان سفر کرده است، در یادداشت‌های خود اطلاعاتی در مورد روابط تجاری بین‌المللی آستارا ارائه کرده است. او چنین ذکر کرده است که: آستارا یکی از مراکز تولید ابریشم در قفقاز است. بهترین نوع ابریشم تولید شده در آستارا به دمشق، بورسا، کاشان و ونیز صادر می‌شد.
در قرون وسطی آستارا یکی از مراکز مذهبی، فرهنگی و تجاری در قفقاز بود. سفالگری یکی از پیشروترین صنایع این شهر به شمار می‌رفت. در منابع تاریخی از روستای مشخان در حومه آستارا یاد شده است که در اواخر سده سیزدهم و اوایل سده چهاردهم میلادی میان مردم پول رد و بدل می‌شد. دانشمند روس ا.م مارکوف بر روی سکه‌های ضرب‌شده در دربند (روسیه)، شماخی، تبریز و همچنین آستارا تحقیق کرد. وی اطلاعات مفصلی درباره پول و ضرب سکه در آستارا ارائه داد. این دانشمند ثابت می‌کند که شهرهایی که روی سکه‌ها نامگذاری شده‌اند، شهرهای امروزی قفقاز هستند. سکه‌های ضرب‌شده در آستارا متعلق به دوره هلاکو، جلایریان، تیمور و جانشینان آن‌ها است. شماری از این سکه‌ها امروزه در انستیتوی تاریخی آکادمی ملی علوم تاجیکستان نگهداری می‌شود.

### پس از سده ۱۷ میلادی
از سال ۱۷۴۷ آستارا مرکز خانات تالش بود. سپس پایتخت این خانات از آستارا به لنکران منتقل شد. در حین جابجایی بسیاری از اشیای ساختمانی و معماری باستانی و استحکامات ویران شد. مسافر و دانشمند آلمانی آدام اوله‌آری (۱۵۹۹-۱۶۷۱) در سال ۱۶۳۸ میلادی از آستارا دیدن کرد و اطلاعات جالبی در مورد قلمرو، ساکنان و فرهنگ آن ارائه کرد. او در یادداشت‌های خود اشاره کرد که آستارا در ساحل دریای کاسپین جای دارد. او همچنین از محصولات کشاورزی و باغی به‌ویژه انگور و باغ‌های بزرگ درخت انگور یاد کرده است. همچنین استرابون نیز در نوشته‌های خود به این مورد اشاره کرده بود.
ژاک دمورگان، دانشمند، باستان‌شناس و جهانگرد مشهور فرانسوی (۱۸۵۶-۱۹۳۴) نیز از آستارا دیدن کرده است. او که از منابع زمینی و زیرزمینی آستارا دچار شگفت‌زدگی شده بود: "آستارا یک شهر باستانی در امپراتوری روسیه است. این شهر نقش ترانزیتی میان ایران و آذربایجان شوروی را ایفا می‌کند و ویژگی‌های تاریخی پیشین خود را هم حفظ می‌کند. آستارا محل خروج کاروانسراها و کشتی‌ها از آذربایجان شوروی به ایران است. الکساندر دوما، نویسنده مشهور فرانسوی نیز اطلاعات جالبی در مورد آستارا نیز ارائه کرد.

### جدایی ازایران
آستارا تا سال (۱۸۱۳) بخشی از خاک ایران بود و در آن سال برپایه پیمان گلستان از ولایت گیلان و ایران جدا گشت. در سال ۱۲۲۸ قمری. آستارا به موجب پیمان گلستان که میان دولت ایران و روسیه بسته شد به دو بخش تقسیم گردید و با تعیین رودخانه آستاراچای به عنوان خط مرزی، مناطق گسترده شمالی این رودخانه به دولت روسیه واگذار گردید و با این ترتیب بخشی از این شهر که شهر قدیمی آستارا و مسکونی بوده متعلق به ایران گردیده و دشت‌های شمالی رود آستارا (به ویژه در ناحیه ارجوان) که تقریباً غیر مسکونی ولی از نظر کشاورزی بسیار با ارزش بود در اختیار آن دولت قرار گرفت.

## ترابری
این شهرستان دارای یک گذرگاه مرزی به شهر آستارا در ایران است. ایستگاه‌های اتوبوس و راه‌آهن از این شهرستان به سوی شهر باکو همه روز هفته فعالیت دارند.

## اقتصاد
آستارا یکی از مناطق اصلی صنعت ماهی‌گیری در جمهوری آذربایجان است. این شهرستان با داشتن خط ساحلی طولانی و دسترسی به شمار بالایی از رودخانه‌ها، به بسیاری از انواع ماهی‌های قابل فروش دسترسی دارد.
آستارا یک مرکز مهم ترابری و گمرکی میان ایران و جمهوری آذربایجان برای ترانزیت کالاها به شمار می‌رود. همچنین خط لوله گازرسانی ایران که از آغاجاری می‌آید، از آستارا وارد خاک جمهوری آذربایجان می‌شود.